# Volkmar Schubert

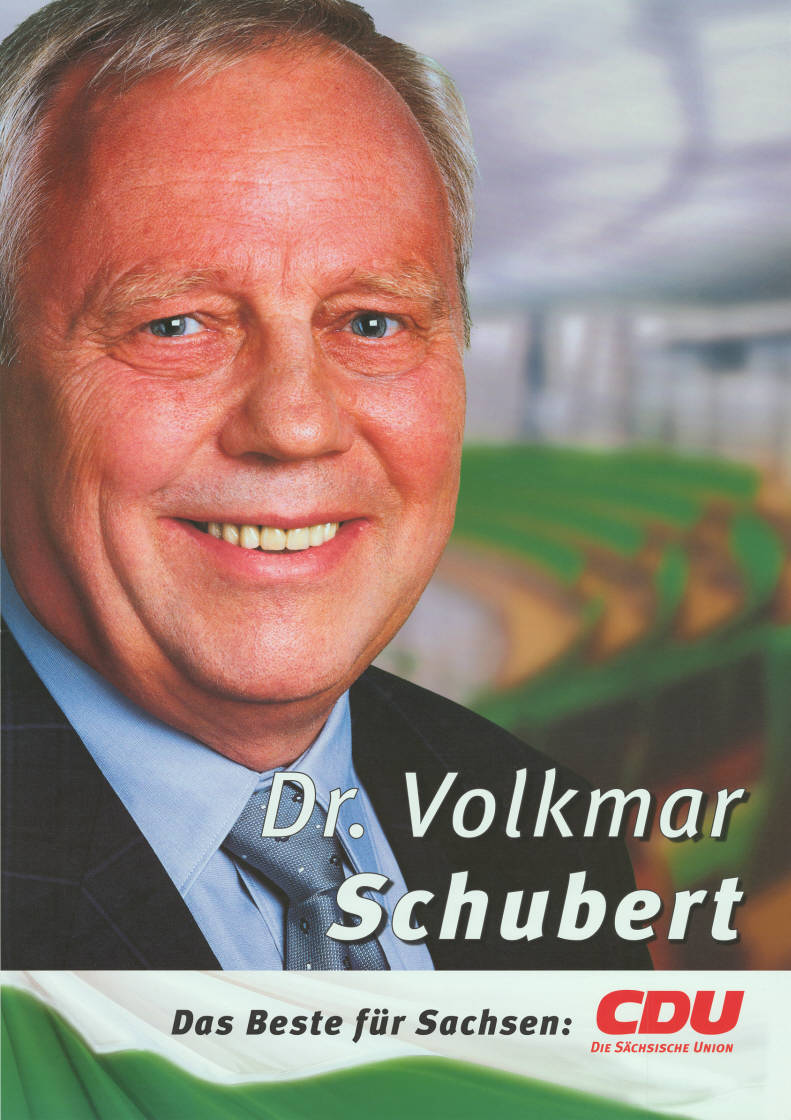
Wahlplakat für Volkmar Schubert (1999)

Volkmar Schubert (* 25. April 1942 in Chemnitz; † 8. August 2018) war ein deutscher Politiker (CDU). Von 1999 bis 2004 war er Abgeordneter des Sächsischen Landtags.

## Leben
Nach dem Abitur studierte Schubert an der TU Dresden Elektrotechnik. Er war danach von 1967 bis 1992 Assistent und Oberassistent an der TU Chemnitz und promovierte während dessen in der Fachrichtung Informationstechnik. 
Von 1990 bis 2000 war er Geschäftsführer der Kommunale Wirtschaftsförderungs GmbH, eines Eigenbetriebes des Landkreises Chemnitzer Land.

## Politik
Schubert trat 1990 der CDU bei und wurde Mitglied des Kreisvorstandes. Von 1990 bis 1994 war er Präsident des Kreistags in Chemnitz/Land und zudem Fraktionsvorsitzender im Gemeinderat von Röhrsdorf. Er war in der dritten Wahlperiode von 1999 bis 2004 Abgeordneter im Landtag von Sachsen und wurde im Wahlkreis 12 (Chemnitz 1) direkt gewählt.